# Plátano y Cacao 1.ª Sección
Plátano y Cacao 1.ª Sección es una localidad del municipio de Centro ubicado en la subregión centro del estado mexicano de Tabasco.

## Geografía
La localidad de Plátano y Cacao 1.ª Sección se sitúa en las coordenadas geográficas 17°57′51″N 93°09′48″O / 17.964167, -93.163333, a una elevación de 10 metro sobre el nivel del mar.

## Demografía
Según el Conteo de Población y Vivienda 2020, efectuado por el Instituto Nacional de Estadística y Geografía, la localidad de Plátano y Cacao 1.ª Sección tiene 2,162 habitantes, de los cuales 1,061 son del sexo masculino y 1,101 del sexo femenino. Su tasa de fecundidad es de 2.31 hijos por mujer y tiene 600 viviendas particulares habitadas.
| Gráfica de evolución demográfica de Plátano y Cacao 1.ª Sección entre 1921 y 2020 |
|                                                                                   |
| INEGI.                                                                            |